# ヴィクトル・デ・サバタ
ヴィクトル・デ・サバタ（Victor De Sabata, 1892年4月10日 - 1967年12月11日）は、イタリアの指揮者・作曲家。

## 略歴

### 作曲家として
サバタは、ミラノ・スカラ座の合唱指揮者でカトリックの父とユダヤ人の母の息子として、当時はオーストリア＝ハンガリー帝国領だったトリエステに生まれた。1902年から1910年までミラノのヴェルディ音楽院で作曲を学び、卒業後作曲活動に入ったサバタの作品はセラフィンやトスカニーニによって採り上げられ、ドイツではリヒャルト・シュトラウスがサバタの作品を指揮、1917年にはサバタが作曲した歌劇『岩石』がスカラ座の舞台にかかり、大成功をおさめている。

### 指揮者として
1918年、サバタはモンテカルロ歌劇場の指揮者として指揮者デビュー。1921年にはローマ聖チェチーリア音楽院管弦楽団を指揮して管弦楽の世界にも足を踏み入れている。1925年、ラヴェルの歌劇『子供と魔法』の世界初演を成功に導き、初演の翌日サバタは作曲者からの賞賛の手紙を受け取ったという。また、同年にはプッチーニの歌劇『つばめ』のフランス初演を行った。1929年、サバタはプッチーニの歌劇『西部の娘』でスカラ座にデビュー（厳密に言うとサバタはスカラ座管弦楽団のコンサートという形で1926年にデビューしている）を果たす。その同じ年にはアメリカのシンシナティ交響楽団にも客演している。

### ミラノ・スカラ座
スカラ座デビューの翌年、サバタはトスカニーニの後任としてスカラ座の音楽監督に就任、指揮活動から引退する1953年に至るまでこのポストに留まり続ける事になる。音楽監督に就任したその年に、サバタはスカラ座でワーグナーの楽劇『トリスタンとイゾルデ』の演奏で好評を得て、それ以降『トリスタンとイゾルデ』はサバタの十八番のレパートリーとして認知されていく。1930年代、サバタはスカラ座のみに留まることなく各地に客演、1936年にはベルリン・フィルハーモニー管弦楽団、1939年にはトスカニーニ以来2人目のイタリア人指揮者としてバイロイト音楽祭から招聘を受け、十八番の『トリスタンとイゾルデ』を振った。

### 晩年
第二次世界大戦の後、サバタの活動範囲はさらに広がり、ニューヨーク・フィルハーモニックやシカゴ交響楽団にも頻繁に客演。1950年のアメリカ客演の時には、サバタのムッソリーニ時代の活動歴がマッカラン法に抵触すると見なされ、一時拘留されるというハプニングもあった。1953年、8月上旬にサバタはザルツブルク音楽祭のオープニングコンサートを指揮し、8月10～20日にかけて、サバタは戦後しばしば共演していたマリア・カラスらとプッチーニの歌劇『トスカ』を録音、この録音は各方面からの絶賛に浴し、録音から50年以上が経過した後も、古今のオペラ録音の中でもっとも優れたもののひとつに数える者が後を絶たない。この録音セッションの終盤に体調不良を示し、終了の数日後に狭心症を理由にルツェルン音楽祭でのコンサートをキャンセルした。さらに9月後半に重篤な心臓発作に襲われ、翌1953／54年のスカラ座のシーズン開幕公演のカタラーニの『ラ・ワリー』にアシスタントのジュリーニを充てる。翌1954年に行なわれたヴェルディ『レクイエム』のスタジオ録音は、体調が悪い中で「サバタは生きている」のをアピールするために強行された。その後も指揮台への復帰が検討されるが、心不全からの回復が見られず完全引退となる。1957年のスカラ座でのトスカニーニの追悼式で、聴衆のいないスカラ座でベートーヴェンの『英雄交響曲』から葬送行進曲を演奏したのが唯一の公式の演奏となる。1967年に没した際には、スカラ座で同様に葬送行進曲で送られたが、指揮者無しでオーケストラが演奏した。

## 人物
記憶力に優れ、オーケストラのリハーサルにおいても楽譜を目の前に広げることがなかった。また、フランス語、ドイツ語、英語も操り、非常な読書家であった。

## 評価

### オーケストラ団員からの評価
ウィーン・フィルハーモニー管弦楽団で第2ヴァイオリン首席奏者を務めたオットー・シュトラッサーは、モーリス・ラヴェル作曲の『ボレロ (ラヴェル)』を指揮した際のサバタの姿を「ダンス」と形容している。

### 指揮者からの評価
指揮者のロリン・マゼールは、ピッツバーグ交響楽団のヴァイオリニストとしてサーバタの指揮に接しており、以下のように回想している。

## 関連文献
- Badal, James (1996). Recording the Classics: maestros, music, and technology. Kent, OH: Kent State University Press. ISBN 0-87338-542-X
- Boyden, Matthew (2002). The Rough Guide to Opera. London: Rough Guides. ISBN 1-85828-749-9
- Lebrecht, Norman (2001). The Maestro Myth: Great Conductors in Pursuit of Power (revised ed.). New York: Citadel. ISBN 0-8065-2088-4
- Osborne, Richard (2000). Herbert Von Karajan: A Life in Music. Boston, MA: Northeastern University Press. ISBN 1-55553-425-2
- Ravel, Maurice; Arbie Orenstein (2003). A Ravel Reader: Correspondence, Articles, Interviews. Mineola, NY: Dover Publications. ISBN 0-486-43078-2